# Tamm
För andra betydelser, se Tamm (olika betydelser).
Tamm är en svensk adelsätt och ett svenskt släktnamn, förgrenad ur adliga ätten Tham.
Släkten Tamms första medlem var Per Adolf Tamm, född Tham, som avsade sig sitt adelskap den 29 maj 1800 vid riksdagen i Norrköping. Han antog då namnet Tamm och blev åter adlig den 11 november 1826 då han adlades av Karl XIV Johan och introducerades på riddarhuset den 20 januari 1827 med nummer 2297. Ätten upphöjdes till friherrlig status den 6 februari 1843 och introducerades på riddarhuset den 13 juli 1843 med nummer 395. Släkten Tamm har ägt herrgårdar och slott över hela svenska riket och var under slutet av 1800-talet Sveriges rikaste familj. Endast huvudmannen innehar friherrlig värdighet. Enligt beslut av adelsmötet 2004 tillhör de icke friherrliga medlemmarna den adliga ätten Tham. De fortsätter dock att skriva sig Tamm.
Det finns fler släkter med namnet Tamm, bland annat i Sverige, Estland, Tyskland och USA.

## Släktträd (urval)
Tabellnummer enligt Adelsvapen-Wiki/Elgenstierna  anges med tal i parentes.
- Per Adolf Tamm (1774–1856), friherre, bergsbruksidkare (1)
  - Adolf Gustaf Tamm (1805–1851), metallurg (2)
    - Claës Gustaf Adolf Tamm (1838–1925), friherre  statsråd  (3)
      - Gustaf "Gösta" Tamm (1866–1931), friherre, statsråd  (4)
        - Ragnar Tamm (1893–1957), friherre (5)

      - Wilhelm Tamm (1867–1951), jurist, underståthållare (7)
      - Fabian Tamm (1879–1955), amiral, chef för marinen (3f)

    - August Tamm (1840–1905), politiker och godsägare (10)
      - Elisabeth Tamm (1880–1958), politiker (10f)

  - Clas Tamm (1807–1866), godsägare (11)
    - Pehr Gustaf Tamm (1842–1921), brukspatron och politiker (15)
      - Henric Tamm (1869–1936), bankman (18)
        - Viking Tamm (1896–1975), generallöjtnant (19)
        - Per Tamm (1905–1978), överste (21)
          - Claës Tamm (1931–2016), överste av första graden

      - Nils Tamm (1876–1957), astronom, konstnär och godsägare (15f)

    - Oscar Tamm (1844–1916), domänintendent (23)
      - Hildegard Tamm (1873–1951)
      - Alfhild Tamm (1876–1959), läkare
      - Märta Tamm-Götlind (1888–1982), skribent, folklivsforskare och kvinnosakskvinna
      - Ingeborg Hegardt, född Tamm (1880–1970), politiker, moderat (23f)
      - Olof Tamm (1891–1973), professor (24)
        - Carl Olof Tamm (1919–2007), professor (24f)
          - Martin Tamm (född 1954), universitetslektor; gift med Maria Koptjevskaja Tamm, professor

        - Ingrid Tamm (1926–2010), överläkare
          - Lise Tamm (född 1961), åklagare

    - Fredrik Tamm (1847–1905), språkforskare (25)

  - Carl Sebastian Tamm (1814-1842), löjtnant (29)
    - Hugo Tamm (1840–1907), politiker och godsägare (30)
      - Louise Rålamb, född Tamm (1875–1967), överhovmästarinna (30f)
      - Gustaf Tamm (1876–1962), jägmästare (31)
        - Hugo Tamm (diplomat) (1903–1990) (31f)

      - Percy Tamm (1878–1963), ingenjör (32)